# Wacław Golec
Wacław Golec (ur. 6 marca 1963) – polski siatkarz, reprezentant Polski, wicemistrz Europy (1983) – mistrz Polski (1983, 1984, 1988, 1989) i Hiszpanii (1990–1994).

## Kariera sportowa
Karierę sportową rozpoczął w klubie Dunajec Nowy Sącz. W ekstraklasie debiutował w sezonie 1980/1981 w barwach Hutnika Kraków, zdobywając brązowy medal mistrzostw Polski. Po sezonie 1981/1982 został zawodnikiem Legii Warszawa, z którą sięgnął po mistrzostwo Polski w 1983 i 1984, a w sezonie 1983/1984 został także uznany najlepszym zawodnikiem ligi. Następnie powrócił do Hutnika i zdobył brązowy medal mistrzostw Polski w 1986, wicemistrzostwo Polski w 1987 i dwukrotnie mistrzostwo Polski (1988, 1989). Od 1989 występował w hiszpańskiej drużynie C.V Gran Canaria, z którą zdobył 5 tytułów mistrza Hiszpanii z rzędu (1990–1994).
W reprezentacji Polski debiutował 10 maja 1983 w towarzyskim spotkaniu z Bułgarią. Jego największym sukcesem było wicemistrzostwo Europy w 1983. Wystąpił także na mistrzostwach Europy w 1985 (4. miejsce) i 1989 (7. miejsce) oraz Igrzyskach Dobrej Woli w 1986. Ostatni raz wystąpił w biało-czerwonych barwach 22 czerwca 1991 w towarzyskim spotkaniu z II reprezentacją Włoch. Łącznie w reprezentacji zagrał w 250 spotkaniach, w tym 221 oficjalnych.